# 約克區巴士快速交通系統
約克區巴士快速交通系統（英語：Viva）是加拿大安大略省大多倫多地區北部約克區的巴士快速交通系統（BRT），隸屬約克區公車局，由York Region Transit營運。此系統首期路段於2005年9月投入服務，目前5條營運中的路線分別為藍線、紫線、紫A線、黃線和橙線，主要沿央街、7號公路、戴維斯道 (Davis Drive) 和企業道 (Enterprise Avenue) 5條走廊服務旺市、萬錦、列治文山、奧羅拉和紐馬克特五個城鎮。系統與約克區運輸局旗下的普通巴士路線網絡銜接，部分路段亦伸延至約克區以南的多倫多市並與多倫多公車局轄下的公共交通服務交匯。

## 概況
Viva系統以約克區内三條要道為骨幹，分別為南北向的央街，以及東西向的7號公路和戴維斯徑。央街走廊由藍線服務，7號公路走廊按路段分別由紫線和橙線服務，而戴維斯徑走廊則由黃線服務。限於繁忙時段營運的粉紅線 (暫時停止營運)取道央街和7號公路連接多倫多市芬治地鐵站和萬錦市於人村火車站，部分路段與藍線和紫線共構。綠線(暫時停止營運)同樣限於繁忙時段營運，取道多倫多市東北部和萬錦市南部數條街道連接當妙斯地鐵站和麥高雲巴士站。
系統啓用初期不設巴士專線，巴士在普通行車線與其他交通混雜行駛，因此並未達至巴士快速交通系統（BRT）的最嚴格標準。為了讓Viva巴士在缺乏專用車道的情況下仍可達至較普通巴士為高的服務速度，Viva巴士在交通燈路口擁有優先通道權，並採用車外收費模式。當局亦從2009年起在系統數處路段增建巴士專線，令Viva逐步達至BRT規格。
系統每星期七日運作，工作日營運時間為早上5時半至深夜12時，星期六營運時間為早上6時半至深夜12時，而星期日營運時間則為早上8時至深夜12時。介乎早上6時半至9時和下午4時至6時半的繁忙時段期間，巴士班距為每三至十分鐘一班（按路線而定），而非繁忙時段班距則為每十五分鐘或以下一班。
Viva系統原由威立雅運輸營運，合約於2015年9月屆滿；約克區議會於2014年5月決定將2015年9月起為期七年的Viva營運權判予York Region Transit。
為了減低巴士停站時間，系統採用車外收費模式。系統沿線各站設有自動售票機、預繳車票認證機和Presto智能卡讀卡機，乘客透過以上其中一種方式繳付車資後才登車。為了避免乘客逃票，車上時有工作人員查看乘客的付費證明。Viva採用約克區運輸局的公共交通收費架構，乘客繳付一次車資便可在往後兩小時内無限次在Viva和約克區交通局普通巴士路線之間換乘。
系統各站設有即時資訊顯示屏，顯示下一班巴士的到站時間。大部分車站以藍色為主要色彩，但康山、列治文山和奧羅拉内歷史街區的車站則以青銅色為主要色彩，而約克大學校園内的車站則以紅色為主要色彩（紅色亦即該大學的代表色彩）。
| 路線名稱 | 通車日期 | 總站                                    | 總站                                      | 站數 | 行駛時間 （分鐘）     | 服務種類                                            |
| -------- | --- | --------------------------------------- | ----------------------------------------- | ---- | --------------------- | --------------------------------------------------- |
| 藍線     | 2005年9月4日（芬治至伯納德） 2005年11月20日（伯納德至紐馬克特巴士總站）                                                                        | 芬治 Finch                              | 紐馬克特巴士總站 Newmarket Bus Terminal   | 26   | 73（離峰） 80（尖峰） | 全日營運                                            |
| 紫線     | 2005年9月4日（約克大學至萬錦市中心） 2005年10月16日（企業路至麥高雲） 2008年1月27日（麥高雲至萬錦多福醫院） 2017年12月17日（約克大學至先鋒村） | 先鋒村 Pioneer Village                  | 萬錦多福醫院 Markham Stouffville Hospital | 30   | 80（離峰） 88（尖峰） | 全日營運 列治文山中心至先鋒村之間路段僅限工作日運行 |
| 橙線     | 2005年10月16日（馬田高至旺市都會中心） 2017年12月17日（旺市都會中心至列治文山中心）                                                            | 馬田高 Martin Grove                     | 列治文山中心 Richmond Hill Centre         | 13   | 53（離峰） 55（尖峰） | 全日營運 馬田果園至松樹谷之間路段僅限工作日運行     |
| 粉紅線   | 2006年1月2日 | 芬治 Finch                              | 於人村 Unionville                         | 21   | 56（尖峰）            | 繁忙時段營運                                        |
| 綠線     | 2005年10月16日（當妙斯至14街） 2005年11月20日（華登至麥高雲）                                                                                  | 當妙斯 Don Mills                        | 麥高雲 McCowan                            | 12   | 50（尖峰）            | 繁忙時段營運                                        |
| 黃線     | 2015年11月29日 | 紐馬克特巴士總站 Newmarket Bus Terminal | 404號公路 Highway 404                     | 7    | 15                    | 全日營運                                            |

## 歷史

### 系統成立
2002年6月，約克區政府與由七間公司組成的2002約克財團（York Consortium 2002）簽訂公私合夥（P3）協議書，授權該財團為約克區設計、興建和營運一個BRT系統。有關方面隨即制定系統的初期路段，以央街和7號公路兩條走廊為重心，並劃下路線通往多倫多市北面的登士維、芬治和當妙斯地鐵站，在舒緩約克區内最繁忙的巴士路線之餘亦方便居民在約克區和多倫多市之間通勤。當局亦計劃分階段將系統修建至BRT規格：項目早期專注發展路網，不設巴士專線，在此階段巴士只在普通行車線與其他交通混雜行駛。隨著系統運作逐漸成熟，當局才陸續在部分路段增設巴士專線。加拿大聯邦政府與安大略省政府各向項目注資5千萬加元，而約克區政府則為項目提供8千萬元撥款。
經過數年籌備後，Viva系統首期路段於2005年9月4日啓用。藍線南起芬治地鐵站，沿央街往北伸延至列治文山的伯納德大道（Bernard Avenue）；紫線則西起約克大學，輾轉駁上7號公路往東伸延至萬錦的鎮中心大道（Town Centre Boulevard）。紫線於同年10月16日往東伸延至麥高雲道（McCowan Road），而另外兩條新路線亦於同日投入服務：橙線東起唐士維地鐵站，經約克大學輾轉駁上7號公路往西伸延至旺市的馬田高道（Martin Grove Road）；綠線則西南起當妙斯地鐵站，經多倫多東北部和萬錦南部數條街道往東北伸延至14街。藍線於2005年11月繼續沿央街往北伸延至紐馬克特，而綠線則同時往東伸延至麥高雲道。粉紅線則於2006年1月1日投入服務，在繁忙時間經央街和7號公路連接芬治地鐵站和於人村GO通勤火車站，而紫線再於2008年1月往東伸延至萬錦多福醫院。系統於2007年的年度載客量達830萬人次。

### 建設專用車道

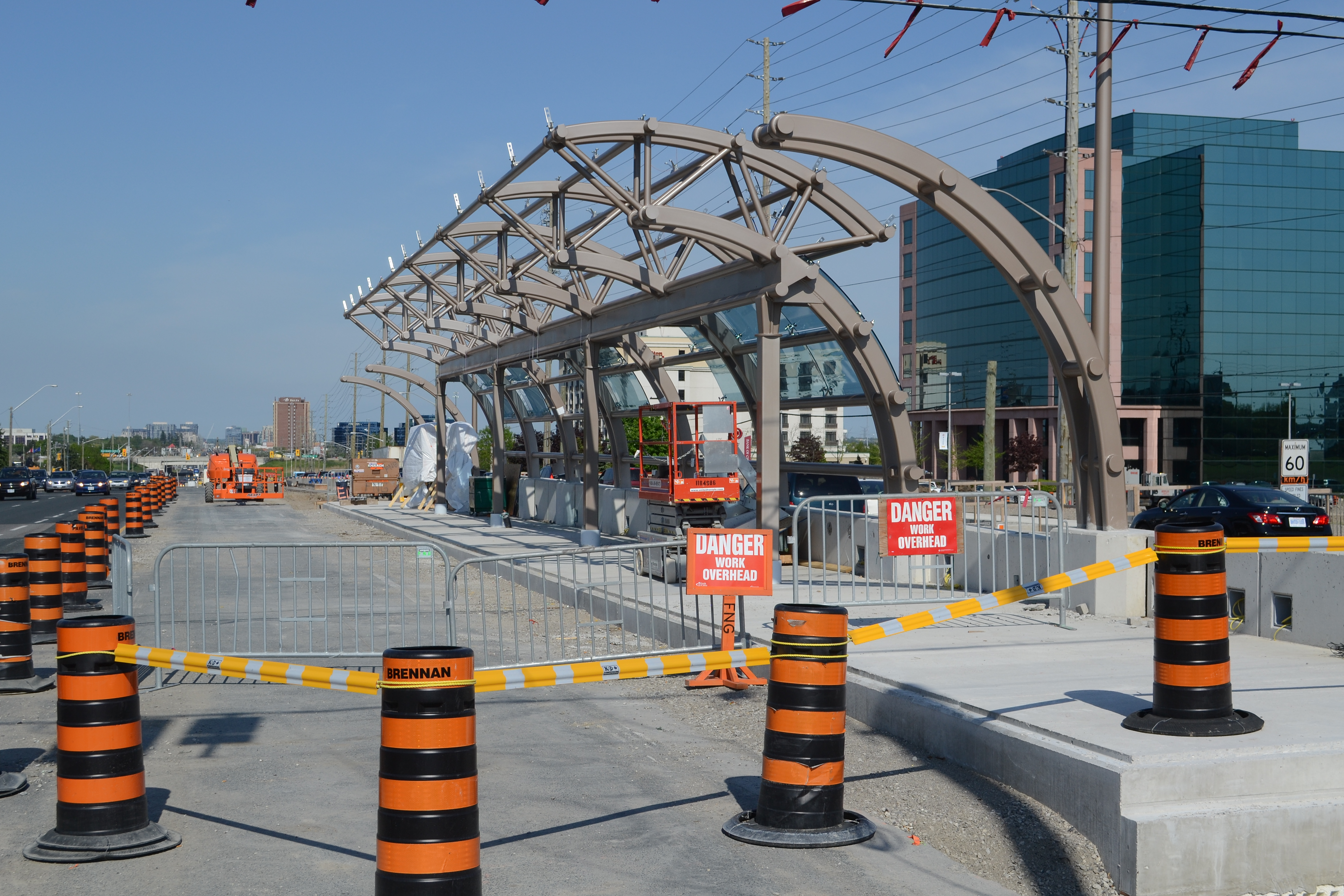
7號公路東段巴士專線和里斯利街車站工程（攝於2012年）

與此同時，當局就Viva系統增設巴士專線（rapidways）的項目進行環境評估，並於2006年4月獲安省環境廳通過。時任省長麥堅迪於2009年4月宣佈透過省政府轄下的公共交通機構都市連通向Viva注資14億加元，沿7號公路、央街（7號公路以北路段）和紐馬克特的戴維斯徑增設Viva專用車道，總長度達34.2公里。由於都市連通和約克區政府皆同意多倫多地鐵央街－大學－士巴丹拿線的央街段長遠應往北伸延至列治文山7號公路，並以此地鐵延線取代7號公路以南的央街Viva路段，因此該路段不獲升格至巴士專線。當局率先於2009年在萬錦南部介乎華登路（Warden Avenue）和貝治芒道（Birchmount Road）之間的一段企業大道（Enterprise Boulevard）建設巴士專線，並在此設立華登車站，於2011年3月啓用。此段巴士專線和車站具有試驗性質，讓當局實地試行和改良車站設計。
巴士專線工程分以下階段落實：
- 爹核士徑巴士專線工程：2010年展開，2015年11月29日啓用[8]並由黃線服務。
- 7號公路東段巴士專線：前期工程於2010年12月展開，主體工程則於2011年春季開始；介乎灣景路和404號公路的路段於2013年8月18日啓用，介乎404號公路和華登路的路段則於2014年11月下旬完工，而企業大道至堅尼地道（Kennedy Road）的路段則預料於2021年完工。
- 7號公路西段巴士專線工程：介乎旺市商業街（Commerce Street）和寶斯道（Bowes Road）之間的路段於2011年動工，2016年-17年間分段開通；餘下路段則於2016年動工，2019年完工。
- 央街巴士專線則分成兩段，分別介乎7號公路和19街及介乎姆洛徑（Mulock Drive）和戴維斯徑，於2015年動工，預料於2019年完工。

此外，多倫多地鐵央街－大學－士巴丹拿線的士巴丹拿延伸路段則於2017年12月17日開通，取代橙線原有介乎地鐵登士維站和旺市都會中心站的路段。橙線自此從旺市都會中心起往東改經7號公路、中央街（Centre Street）和巴佛士街，再折返7號公路並沿該走廊伸展至列治文山中心為東端總站。

## 使用車輛

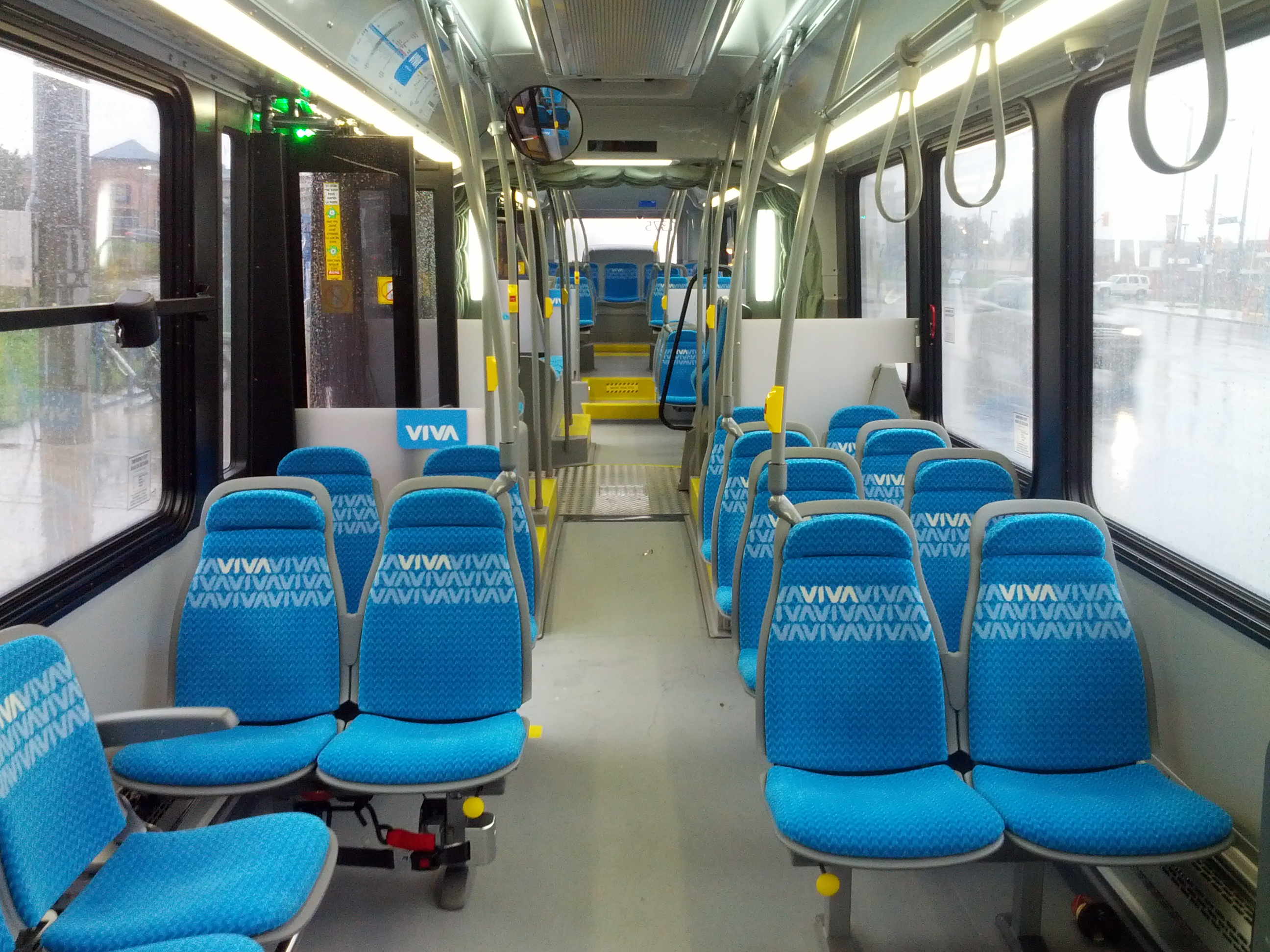
Viva巴士内部

Viva巴士車隊由101架范胡爾公司製車輛和15架諾華巴士（Novabus）製車輛組成，所有車輛格局皆屬無障礙設計，方便使用輪椅的乘客。
| 生產商              | 型號            | 車輛編號                        | 備注               |
| ------------------- | --------------- | ------------------------------- | ------------------ |
| 范胡爾公司          | 鉸接式 newAG300 | 5201-5225、7201-7205、8201-8211 | 車長18米（60英尺） |
| 范胡爾公司          | newA330         | 5101-5160                       | 車長12米（40英尺） |
| 諾華巴士（Novabus） | 鉸接式 LFX      | 1080–1094, 1370-1396            | 車長18米（60英尺） |

## 未來發展
Viva系統將2010年代末期進行數項改動：
- 藍線：央街上介乎7號公路至19街、以及介乎姆洛徑和戴維斯徑的兩段巴士專線暫定於2019年完成。
- 橙線：西端終點將從現有的馬田果園站往西伸延至50號公路（即約克區和皮爾區的界線），此外亦於康山新增支線，從普曼娜總站（Promenade Terminal）起經克拉克大道（Clark Avenue）和央街往東南伸延至芬治地鐵站。該兩項目沿線皆不設巴士專線，暫定於2019年投入服務。
- 紫線：7號公路介乎萬錦鎮中心大道和堅尼地道的路段將增設紫線車站，從2015年起紫線將於工作日繁忙時段行駛該路段，而工作日非繁忙時段、周末和假日則繼續行駛現有途經華登路和企業大道的路段。此外，隨著士巴丹拿地鐵延線於2017年末開通，紫線的西端終點亦計劃縮短至列治文山中心巴士總站。
- 粉紅線：東端終點將從現有的於人村GO通勤火車站往東伸延至麥高雲道。
- 綠線：南端終點將維持在現有的當妙斯地鐵站，但餘下路段將於2020年進行重大修改。新走線從當妙斯地鐵站起沿當妙斯道（Don Mills Road）和里斯利街（Leslie Street）往北伸延至麥健時少校徑（Major MacKenzie Drive），再沿該道路往西伸延至地壕街（Trench Street）。

此外，Viva亦計劃增設銀線：該線將於旺市都會中心與橙線和士巴丹拿地鐵延伸路段交匯，自此經珍街（Jane Street）往北伸延至麥更些少校大道，再沿該道路往東伸延至列治文山GO通勤火車站，沿線不設巴士專線，暫定於2019年投入服務。
長遠而言，約克區政府繼續爭取將多倫多地鐵央街－大學－士巴丹拿線的央街段從現有總站芬治站往北伸延至列治文山中心巴士總站。然而，由於現時羅倫斯站以南的央街線載客量已近飽和，因此在進行這項延線計劃前，當局需先提升央街線沿線的載客量上限。這項延線計劃目前未有具體融資方案或工程時間表，但若落實興建的話，通車後將會取代現有Viva藍線和粉紅線介乎芬治大道和7號公路的央街路段，當局因此沒有計劃為該段Viva增設專用車道。

## 外部連結
- （英文）Home - YRT/Viva （页面存档备份，存于）－約克區交通局網站
- （英文）vivaNext （页面存档备份，存于）－Viva下一階段工程簡介網站